# Cerébanes
Cerébanes ist ein Dorf in der Gemeinde Peñamellera Baja der autonomen Region Asturien. Cerébanes ist vier Kilometer entfernt von Panes, dem Verwaltungssitz der Gemeinde.

## Geographie
Cerébanes mit seinen neun Einwohnern (Stand: 2020) liegt auf 183 m Höhe über NN.

## Veranstaltungen
Das ganze Jahr über werden viele Veranstaltungen angeboten.

## Klima
Der Sommer ist angenehm mild, aber auch sehr feucht. Der Winter ist ebenfalls mild und nur in den Hochlagen streng.
- Temperaturen im Februar 2007: 3–9 °C
- Temperaturen im August 2007: 19–25 °C

## Sehenswürdigkeiten
- Capilla (Kapelle) de Nuestra Señora de Guadalupe aus dem 18. Jahrhundert